# Conistra lucasi
Conistra lucasi là một loài bướm đêm trong họ Noctuidae.